# Paul Gascoigne
Pour les articles homonymes, voir Gascoigne.
 (juin 2023).
Si vous disposez d'ouvrages ou d'articles de référence ou si vous connaissez des sites web de qualité traitant du thème abordé ici, merci de compléter l'article en donnant les références utiles à sa vérifiabilité et en les liant à la section « Notes et références ».
Paul Gascoigne, né Paul John Gascoigne le 27 mai 1967 à Newcastle, est un footballeur professionnel anglais. Jouant au poste de milieu de terrain offensif dans différents clubs anglais, italiens et écossais, il est sélectionné à 57 reprises en équipe d'Angleterre de football avec laquelle il participe à la Coupe du monde de football de 1990 et à l'Euro 1996. Il fait partie du Rangers FC Hall of Fame.
Il est surnommé « Gazza ». Sa carrière est en partie gâchée par un caractère fantasque et un problème récurrent avec l'alcool. Son immense popularité est en partie due à ses larmes versées à la suite d'un carton jaune qui l'aurait privé d'une éventuelle finale lors de la demi-finale de la Coupe du monde 1990 en Italie, demi-finale remportée par la RFA aux tirs au but.

## Biographie

### Jeunesse
Paul Gascoigne naît dans le quartier de Dunston, Tyne and Wear à Newcastle en Angleterre. Il est le fils de John et Carol Gascoigne et le deuxième enfant d'une fratrie de quatre enfants.
Gascoigne commence le football à l'âge de quatre ans, jouant dans la rue et les parcs des alentours de son domicile. Il joue ensuite pour l'équipe de son école, la Brighton Avenue Primary School, l'équipe de Gateshead des moins de 8 ans et plus tard pour le Redheugh Boys' Club même s'il n'a pas l'âge minimum pour y pratiquer son sport favori.
Gascoigne intègre ensuite les équipes des Breckenbeds Junior High School et Heathfield Senior High School, deux écoles situées dans le quartier de Low Fell à Gateshead.
Il commence à se faire remarquer par les recruteurs des grands clubs anglais. Il obtient coup sur coup de passer des tests de recrutement dans les clubs d'Ipswich Town, Middlesbrough FC et Southampton FC. Il échoue à chaque fois. En revanche, il signe en 1980 un contrat de scolaire avec le club de Newcastle United.
À l'école il est surpris en train de signer un autographe en cours de géographie, arguant du fait qu'il va devenir un footballeur célèbre. Son professeur, M. Hepworth, lui répond que « seulement un footballeur sur un million devient un footballeur professionnel ». Paul Gascoigne signe un contrat d'apprenti avec Newcastle en 1983. Il joue alors dans l'équipe des jeunes dirigée par Colin Suggett. C'est aussi à cette époque que se forge son surnom de « Gazza ».
Alors que ses premières années de footballeurs sont jalonnées de succès, son enfance hors du football est marquée par l'instabilité et la tragédie. À sa naissance, le jeune Paul partage avec sa famille une maison d'accueil de la ville avec salle de bain commune pour tous les occupants puis déménage régulièrement pendant toute son enfance.
Quand il atteint l'âge de dix ans, son père déménage en Allemagne pour chercher du travail. Paul assiste à la mort de Steven Spraggon, le petit frère d'un de ses amis, tué lors d'un accident de la route. Son père lui-même est hospitalisé pendant huit mois à cause d'une hémorragie cérébrale. Dans son autobiographie, Gascoigne signale que c'est à cette époque qu'il commence à souffrir de trouble obsessionnel compulsif. Il commence aussi à jouer aux machines à sous ou à voler des bonbons chez les marchands de journaux, moins pour le produit du vol lui-même que pour l'excitation que cela engendre.
À l'âge de quatorze ans, il expérimente pour la première fois la consommation d'alcool au point d'en être saoul.

### Carrière en club

#### Newcastle United (1980-1988)
Paul Gascoigne fréquente les équipes de jeunes à partir de 1980 et signe un contrat d'apprenti en 1983. Dès la saison 1984-1985, il devient le capitaine de son équipe et remporte la Coupe d'Angleterre des jeunes (la FA Youth Cup). Il marque deux fois lors du match retour de la finale disputée contre Watford FC. Le manager de Newcastle, Jack Charlton le sélectionne alors pour être remplaçant lors du derby de la Tyne contre Sunderland AFC. Il suit la rencontre depuis le banc, sans possibilité d'entrer sur le terrain.
Gascoigne fait ses grands débuts en équipe première  le 13 avril 1985 en entrant comme remplaçant lors d'un match contre Queens Park Rangers. Il signe peu après son tout premier contrat professionnel et continue à faire quelques apparitions en équipe première. Willie McFaul succède à Charlton au poste d'entraîneur. C'est lui qui offre à Gascoigne sa première titularisation chez les professionnels lors de la journée d'ouverture du championnat 1985-1986 à Southampton FC. Il marque son premier but à St James' Park contre Oxford United lors d'une large victoire de Newcastle sur le score de 3 buts à 0. Au total, pour sa première saison chez les professionnels, il marque huit buts. Newcastle termine à la 11e place de la première division anglaise. Gascoigne voit sa renommée grandir lorsqu'il fait la couverture du Rothmans Football Yearbook.
La carrière naissante de Gascoigne semble se développer en même temps que sa capacité à s'attirer des ennuis. Après un accident de voiture doublé d'un délit de fuite avec un de ses compagnons de beuverie, il écope de 260 £ d'amende et d'un retrait de huit points sur un permis de conduire qu'il n'a pas encore. Il s'attire à plusieurs reprises les foudres de la direction de Newcastle United. Son ascension dans les équipes de jeunes du club est constamment mise en parallèle avec ses problèmes de poids et de comportement.
Gascoigne a de son côté des doutes sur les ambitions du club, en particulier lorsque celui-ci vend Chris Waddle. Il  dispute au total 104 matchs sous le maillot noir et blanc de Newcastle et marque 25 buts. Au terme de la saison 1987-1988, il est nommé meilleur jeune joueur du championnat et deux offres de recrutement sont faites par Manchester United et Tottenham Hotspur. La volonté de Gascoigne est pourtant de jouer avec le Liverpool FC, mais aucune offre en provenance des Reds n'arrive. Après avoir promis verbalement à Alex Ferguson de signer pour les diables rouges, il opte finalement pour Tottenham. Il signe un contrat pour un montant record de 2 000 000 de livres sterling. Ce record ne tient que quelques semaines, rapidement battu par le transfert de Tony Cottee de West Ham United à Everton FC pour 2,3 millions £.
Dans son autobiographie parue en 1999, Ferguson déclare que Tottenham a réussi à arracher Gascoigne à Manchester en achetant une maison pour sa famille démunie. Ferguson admet aussi que cet échec dans le recrutement de Gazza est un de ses plus grands regrets.

#### Tottenham Hotspur (1988-1992)
C'est à Tottenham, sous la direction de Terry Venables, que Paul Gascoigne devient un joueur de classe internationale. Il était un joueur trapu, puissant, n'hésitant pas à se mesurer aux défenseurs les plus rugueux. Il apprend à combiner son talent offensif et ses qualités de ténacité et de mouvement. Lors de ses deux premières saisons à Londres, il aide son club à se maintenir en haut du classement de première division avec une sixième place suivie d'une place sur le podium avec une belle troisième place. Au cours de ces deux saisons, il dispute 75 matchs toutes compétitions confondues et marque 14 buts. En 1990-1991, Tottenham atteint la finale de la Coupe d'Angleterre de football. Gascoigne inscrit six buts sur la route vers la finale, et notamment un coup franc spectaculaire en demi-finale contre Arsenal FC à Wembley.
La finale de la Cup se joue contre Nottingham Forest. Elle s'avère désastreuse pour Gascoigne car il y est gravement blessé. Avant d'entrer sur le terrain Gascoigne s'est mis d'accord avec le club italien de la Lazio Rome en vue d'un transfert à l'intersaison. L'accord porte sur une somme de 8,5 millions £. Après quelques minutes de jeu, Gascoigne commet une faute sur Gary Charles, mais c'est lui qui ne se relève pas à cause d'une grave entorse du genou droit avec rupture des ligaments croisés. Tottenham remporte la Coupe.
À la suite de sa blessure, Gascoigne rate toute la saison 1991-1992. Sa blessure est aggravée à l'automne 1991 par un accident en boite de nuit. Son absence s'avère ainsi beaucoup plus longue qu'imaginée au lendemain de la finale de la Cup.
La saga du transfert de Paul Gascoigne vers la Lazio fait les choux gras de la presse à scandale anglaise tout au long de l'année 1991, occultant même parfois l'actualité nationale pourtant en pleine récession économique et montée du chômage.

#### Lazio Rome (1992-1995)
Paul Gascoigne rejoint finalement La Lazio Rome pour une somme de 5 500 000 £. Il fait ses grands débuts en Italie le 27 septembre 1992 lors d'un match télévisé en Italie comme au Royaume-Uni contre le Genoa.
Lors de sa première saison à Rome, Gascoigne peine à conserver le niveau qui était le sien à Tottenham. Sa forme physique est trop inconstante. Il marque son premier but à la 89e minute du derby romain contre l'AS Rome permettant à la Lazio d'égaliser.
Finalement, Paul Gascoigne n'arrive pas à s'imposer en Italie. Il est plusieurs fois blessé avec notamment une fracture de la pommette en avril 1993 puis une blessure à la jambe qui l'empêche de jouer pendant quasiment toute la saison 1994-1995.
Au total, Gascoigne joue 41 matchs officiels (en étant remplacé à 30 reprises) et marque 6 buts avec la Lazio.

#### Rangers FC (1995-1998)
Le recruteur des Rangers va jusqu'au porche de la résidence de Gascoigne pour le convaincre de rejoindre le club. Le joueur est officiellement recruté quelques jours plus tard pour 4,3 millions de Livres, un record pour le club.
Gascoigne porte le numéro 8 et passe 2 ans et demi à Glasgow. Il est associé au milieu de terrain à Jörg Albertz, Alec Cleland, Ian Ferguson. Il fait partie de l'équipe qui remporte les 8e et 9e titres de champions consécutifs du Rangers FC.
Il se distingua par ses frasques dans la presse à scandale écossaise. En effet, peu de temps après son arrivée aux Rangers, Paul Gascoigne est interpellé pour coups et blessures dans un hôtel de la ville. Il aurait battu sa compagne après une violente altercation avec cette dernière, sous l'effet de l'alcool.
Gazza garde un bon souvenir de son passage chez les Teddy Bears, il déclare à ce propos en 2019 : "Quand Walter Smith voulait me faire signer avec les Rangers, il m'a demandé ce qui me manquait le plus dans mon jeu, je lui ai répondu "sourire", il m'a dit que j'avais raison et que les Rangers allait remettre ce sourire sur mon visage - il disait vrai".

### Après-carrière
En 2013, un de ses anciens coéquipiers, Gary Mabbutt, annonce que Gascoigne, encore en proie à des problèmes d'alcoolisme, a été hospitalisé dans une clinique américaine pour une désintoxication puis transféré en soins intensifs.
Il vit aujourd'hui à Bournemouth dans le sud de l'Angleterre. Le jeudi 21 août 2014, la presse anglaise annonce le retour de Paul Gascoigne. L'ancien international anglais s'est engagé avec le club du FC Abbey, qui évolue en quatrième division de la Bounemouth Sunday League, un championnat local.
Le 21 mai 2015, Paul Gascoigne remporte son procès contre le groupe de presse britannique Mirror qui l'avait placé sur écoute téléphonique pour dénicher des scoops sur sa vie privée. Il reçoit ainsi un dédommagement de 188 500 livres (265 000 €).

## Vie personnelle
- Paul Gascoigne épousa sa petite amie Sheryl en 1996 et vécut avec elle pendant 6 ans[16]. Il admit plus tard l'avoir battue sous l'effet de l'alcool. Sheryl entama une procédure de divorce en 1999 et obtint gain de cause[17]. De cette union, il eut un fils Regan[18].

- Selon certains tabloïds, il aurait eu une liaison discrète avec la chanteuse Sara Dallin, du groupe Bananarama, en 2004 lors d'un séjour en Espagne à Marbella. La chanteuse nia toute relation avec lui[19],[20],[21],[22],[23].

## Palmarès

### En club
| - Tottenham Hotspur - Coupe d'Angleterre - Vainqueur : 1991 - Lazio Rome - Championnat d'Italie - 2e place : 1995 |  | - Glasgow Rangers - Championnat d'Écosse - Vainqueur : 1996 et 1997 - 2e place : 1998 - Coupe d'Écosse - Vainqueur : 1996 - Coupe de la Ligue d'Écosse - Vainqueur : 1997 |  | - Middlesbrough FC - Deuxième division d'Angleterre - Finaliste : 1998 - Coupe de la Ligue d'Angleterre - Finaliste : 1998 |

### Distinctions individuelles
- 4e au classement du Ballon d'or en 1990
- Membre du Hall of Fame du Rangers FC

## Statistiques

### Statistiques détaillées
| Saison     | Club              | Ligue      | Championnat | Championnat | Coupes | Coupes | Europe | Europe | Europe | Angleterre | Angleterre | Total  | Total |
| Saison     | Club              | Ligue      | Matchs      | Buts        | Matchs | Buts   | Type   | Matchs | Buts   | Matchs     | Buts       | Matchs | Buts  |
| ---------- | ----------------- | ---------- | ----------- | ----------- | ------ | ------ | ------ | ------ | ------ | ---------- | ---------- | ------ | ----- |
| 1984-1985  | Newcastle Utd     | PL         | 2           | 0           | -      | -      | -      | -      | -      | -          | -          | 2      | 0     |
| 1985-1986  | Newcastle Utd     | PL         | 31          | 9           | 4      | 0      | -      | -      | -      | -          | -          | 35     | 9     |
| 1986-1987  | Newcastle Utd     | PL         | 24          | 5           | 2      | 0      | -      | -      | -      | -          | -          | 27     | 5     |
| 1987-1988  | Newcastle Utd     | PL         | 35          | 7           | 6      | 4      | -      | -      | -      | -          | -          | 41     | 11    |
| Sous-total | Sous-total        | Sous-total | 93          | 21          | 12     | 4      | -      | -      | -      | -          | -          | 105    | 25    |
| 1988-1989  | Tottenham Hotspur | PL         | 32          | 6           | 5      | 1      | -      | -      | -      | 5          | 1          | 42     | 8     |
| 1989-1990  | Tottenham Hotspur | PL         | 34          | 6           | 4      | 1      | -      | -      | -      | 12         | 1          | 50     | 8     |
| 1990-1991  | Tottenham Hotspur | PL         | 26          | 7           | 11     | 12     | -      | -      | -      | 3          | 0          | 40     | 19    |
| 1991-1992  | Tottenham Hotspur | PL         | -           | -           | -      | -      | -      | -      | -      | -          | -          | 0      | 0     |
| Sous-total | Sous-total        | Sous-total | 92          | 19          | 20     | 14     | -      | -      | -      | 20         | 2          | 132    | 35    |
| 1992-1993  | Lazio Rome        | Série A    | 22          | 4           | -      | -      | -      | -      | -      | 7          | 3          | 29     | 7     |
| 1993-1994  | Lazio Rome        | Série A    | 17          | 2           | -      | -      | -      | -      | -      | 2          | 1          | 19     | 3     |
| 1994-1995  | Lazio Rome        | Série A    | 4           | 0           | -      | -      | -      | -      | -      | 3          | 0          | 7      | 0     |
| Sous-total | Sous-total        | Sous-total | 43          | 6           | -      | -      | -      | -      | -      | 12         | 4          | 55     | 10    |
| 1995-1996  | Rangers FC        | SPL        | 28          | 14          | 7      | 4      | C1     | 7      | 1      | 11         | 2          | 53     | 21    |
| 1996-1997  | Rangers FC        | SPL        | 26          | 13          | 5      | 3      | C1     | 3      | 1      | 8          | 1          | 42     | 18    |
| 1997-1998  | Rangers FC        | SPL        | 20          | 3           | 3      | 0      | C1+C3  | 3 + 2  | 0 + 0  | 3          | 1          | 31     | 4     |
| Sous-total | Sous-total        | Sous-total | 74          | 30          | 15     | 7      | -      | 15     | 2      | 22         | 4          | 126    | 43    |
| 1997-1998  | Middlesbrough     | D2         | 7           | 0           | 1      | 0      | -      | -      | -      | 3          | 0          | 11     | 0     |
| 1998-1999  | Middlesbrough     | PL         | 26          | 3           | 3      | 0      | -      | -      | -      | -          | -          | 29     | 3     |
| 1999-2000  | Middlesbrough     | PL         | 8           | 1           | 3      | 0      | -      | -      | -      | -          | -          | 11     | 1     |
| Sous-total | Sous-total        | Sous-total | 41          | 4           | 7      | 0      | -      | -      | -      | 3          | 0          | 51     | 4     |
| 2000-2001  | Everton FC        | PL         | 14          | 0           | 1      | 0      | -      | -      | -      | -          | -          | 15     | 0     |
| 2001-2002  | Everton FC        | PL         | 18          | 1           | 5      | 0      | -      | -      | -      | -          | -          | 23     | 1     |
| 2001-2002  | Burnley FC        | D2         | 6           | 0           | -      | -      | -      | -      | -      | -          | -          | 6      | 0     |
| 2003       | Gansu Tianma      | Ligue Jia  | 4           | 2           | -      | -      | -      | -      | -      | -          | -          | 4      | 2     |
| 2004-2005  | Boston United     | D3         | 4           | 0           | 1      | 0      | -      | -      | -      | -          | -          | 5      | 0     |
| Sous-total | Sous-total        | Sous-total | 46          | 3           | 7      | 0      | -      | -      | -      | -          | -          | 53     | 3     |
| Total      | Total             | Total      | 388         | 83          | 61     | 25     | -      | 15     | 2      | 57         | 10         | 521    | 120   |

### Buts en sélection
|    | Date               | Lieu                                       | Adversaire      | Évolution du score | Résultat | Compétition                      |
| -- | ------------------ | ------------------------------------------ | --------------- | ------------------ | -------- | -------------------------------- |
| 1  | 26 avril 1989      | Wembley Stadium, Londres, Angleterre       | Albanie         | 5 - 0              | 5 - 0    | Éliminatoire Coupe du monde 1990 |
| 2  | 25 avril 1990      | Wembley Stadium, Londres, Angleterre       | Tchécoslovaquie | 4 - 2              | 4 - 2    | Match amical                     |
| 3  | 18 novembre 1992   | Wembley Stadium, Londres, Angleterre       | Turquie         | 1 - 0              | 4 - 0    | Éliminatoire Coupe du monde 1994 |
| 4  | 18 novembre 1992   | Wembley Stadium, Londres, Angleterre       | Turquie         | 4 - 0              | 4 - 0    | Éliminatoire Coupe du monde 1994 |
| 5  | 31 mars 1993       | Stade olympique Atatürk, Istanbul, Turquie | Turquie         | 2 - 0              | 2 - 0    | Éliminatoire Coupe du monde 1994 |
| 6  | 8 septembre 1993   | Wembley Stadium, Londres, Angleterre       | Pologne         | 2 - 0              | 3 - 0    | Éliminatoire Coupe du monde 1994 |
| 7  | 23 mai 1996        | Stade des ouvriers, Pékin, Chine           | Chine           | 3 - 0              | 3 - 0    | Match amical                     |
| 8  | 15 juin 1996       | Wembley Stadium, Londres, Angleterre       | Écosse          | 2 - 0              | 2 - 0    | Euro 1996                        |
| 9  | 1er septembre 1996 | Stadionul Republican, Chișinău, Moldavie   | Moldavie        | 2 - 0              | 3 - 0    | Éliminatoire Coupe du monde 1998 |
| 10 | 10 septembre 1997  | Wembley Stadium, Londres, Angleterre       | Moldavie        | 3 - 0              | 4 - 0    | Éliminatoire Coupe du monde 1998 |